# El-Hadi Khellili
El-Hadi Khellili , né le 2 juin 1957 à  El-Harrach (Algérie), est un footballeur algérien, qui évoluait au poste d'attaquant,

## Biographie
El Hadi Khelili était l’un des attaquants et buteurs redoutables du championnat algérien.
Il a évolué dans plusieurs grandes équipes de l’élite durant les années 1980 notamment en portant les couleurs de l’USM Harrach, le GC Mascara, le MC Oran (ex MPO) et l’USMA(ex USKA) où il était le buteur incontestable du club algérois. Le plus grand souvenir de Khelili est bien sur l’exercice 1983-1984 avec le Ghali de Mascara en côtoyant les grands noms à l’époque tels Belloumi, Chibani et le gardien Benmiloud.
Il a remporté le sacre de champion d’Algérie avec le GC Mascara en 1984

## Palmarès
- Champion d'Algérie en 1984 avec la  GC Mascara
- Coupe d'Algérie en 1985 avec la MP Oran
- Ligue 2 en 1991 avec la  NA Hussein Dey
- Ligue 2 en 1995 avec la  USM Alger
- 3e Place Ligue 2 en 1994 ,1998 avec la IRB Hadjout

- Meilleur buteur du Champion d'Algérie 1987 (17 buts) avec la  RC Relizane